# Die Barricade an der Kronen- und Friedrichstraße am 18. März von einem Augenzeugen
Die Lithografie Die Barricade an der Kronen- und Friedrichstraße am 18. März von einem Augenzeugen zeigt eine Ansicht der Kampfhandlungen der Berliner Märzrevolution von 1848. Die Abbildung ist vor allem für die Geschichtsschreibung bedeutsam, da sie über die geschlechtsspezifische Aufgabenteilung der Aufständischen und die stark idealisierte Vorstellung vom revolutionären Freiheitskampf Auskunft gibt.

## Beschreibung
Die abgebildete Szene findet an der Kreuzung zwischen Friedrich- und Kronenstraße, also unweit vom Gendarmenmarkt, statt. Es wird der Abwehrkampf der Berliner Barrikadenkämpfer gegen die im Hintergrund heranrückenden königlichen Truppen thematisiert. Mithilfe der Kleidung macht der Künstler die soziale Zugehörigkeit der zivilen Akteure kenntlich: Mit Zylinderhüten weist er die Träger als Bürger aus. Die Studenten versieht er mit schwarzen Kappen. Die Arbeiter zeigt er in ihrer Arbeitskleidung, meist ohne Kopfbedeckung. Im Zentrum des Bildes hisst einer der Revolutionäre eine schwarz-rot-goldene Fahne, die aus drei Stofffetzen zu bestehen scheint. Deutlich wird der unvorbereitete Charakter des Gefechts hervorgehoben: So sitzen im Zentrum der Lithographie drei Jungen um ein Feuer und gießen aus der eilig herangeschafften Bleiverglasung der Fenster Kugeln. Eine Frau zerschlägt hierfür die Fenstergläser. Rechts neben ihnen reißen zwei Männer Steine aus dem Straßenpflaster. Die auf und an der Barrikade stehenden Kämpfer verteidigen sich mit Gewehren, Äxten und Bajonetten. Auf der linken Bildseite wird ein Verwundeter aus der Schusslinie getragen. Mittig im Vordergrund liegt eine Spitzhacke auf dem Boden. Am rechten oberen Bildrand sind aus den Häusern schießende Zivilisten angedeutet. Ihre Schüsse treffen unter anderem einen Offizier auf der linken Bildhälfte, der von seinem Pferd stürzt. Von den Hausdächern der linken Seite, die in der Abbildung selbst nicht mehr zu sehen sind, werden Steine auf die königlichen Soldaten geschleudert. Abgesehen von dem Offizier und einigen schemenhaften Figuren in seinem direkten Umfeld sind die übrigen königlichen Soldaten im Pulverdampf der Schusswaffen nicht zu erkennen. Der unterhalb der Lithographie angegebene Titel lautet „Die Barricade an der Kronen- und Friedrichstraße am 18. März von einem Augenzeugen“.

## Deutung
Im Gegensatz zum Aquarell Barrikade nach Kämpfen in der Breiten Straße stellt die hier behandelte Lithographie keine historisch glaubwürdige „Momentaufnahme“ (so Christina Klausmann) dar. Die Abbildung entspricht vielmehr einem in der Bevölkerung beliebten Ereignisbild, das die Kämpfer idealisierend in heroischer Pose zeigt. Um eine möglichst hohe Druckauflage zu erzielen, wird im Untertitel der angebliche Realitätsbezug zum Ereignis beteuert („von einem Augenzeugen“). Tatsächlich orientierte sich die Lithographie aber wohl eher an einem Bericht der Berliner Revolutions-Chronik. Die verletzte Person im Vordergrund ist eine für die Revolution von 1848 übliche Darstellungsform, um die „Opferbereitschaft des Volkes“ (so Thomas W. Gaehtgens) zu untermalen. Die Inkaufnahme des Todes im Kampf für die Freiheit wurde zu einem Ideal stilisiert, das auch diese Lithografie aufgreift. Das Motiv des gemeinsamen Kampfes von Bürgern, Studenten und Arbeitern ist von französischen Vorbildern inspiriert. Tatsächlich waren verhältnismäßig wenig Angehörige des Bürgertums in die Kampfhandlungen involviert. Einen weiteren wichtigen Bestandteil der heroischen Interpretation des Kampfes stellt die in den Mittelpunkt der Abbildung gerückte und hoch aufgerichtete schwarz-rot-goldene Fahne dar. Ihr Träger scheint sich ohne jede Deckung „mutig“ den Truppen entgegenzustellen – eine kaum realistische Position. Die Lithographie gibt auch Auskunft über die Rollenverhältnisse der Geschlechter während der Berliner Märzrevolution. Während die Männer an vorderster Stelle der Barrikade kämpfen, halten sich die jungen Frauen in der Deckung auf und unterstützen zusammen mit Kindern das Gießen der Bleikugeln. Dem Frauenbild der Zeit entsprechend konnten sie, so Rüdiger Hachtmann, sich nur an „Hilfsdiensten“ beteiligen. Vom eigentlichen Abwehrkampf blieben sie dagegen ausgeschlossen.